# لوغان (نيفادا)

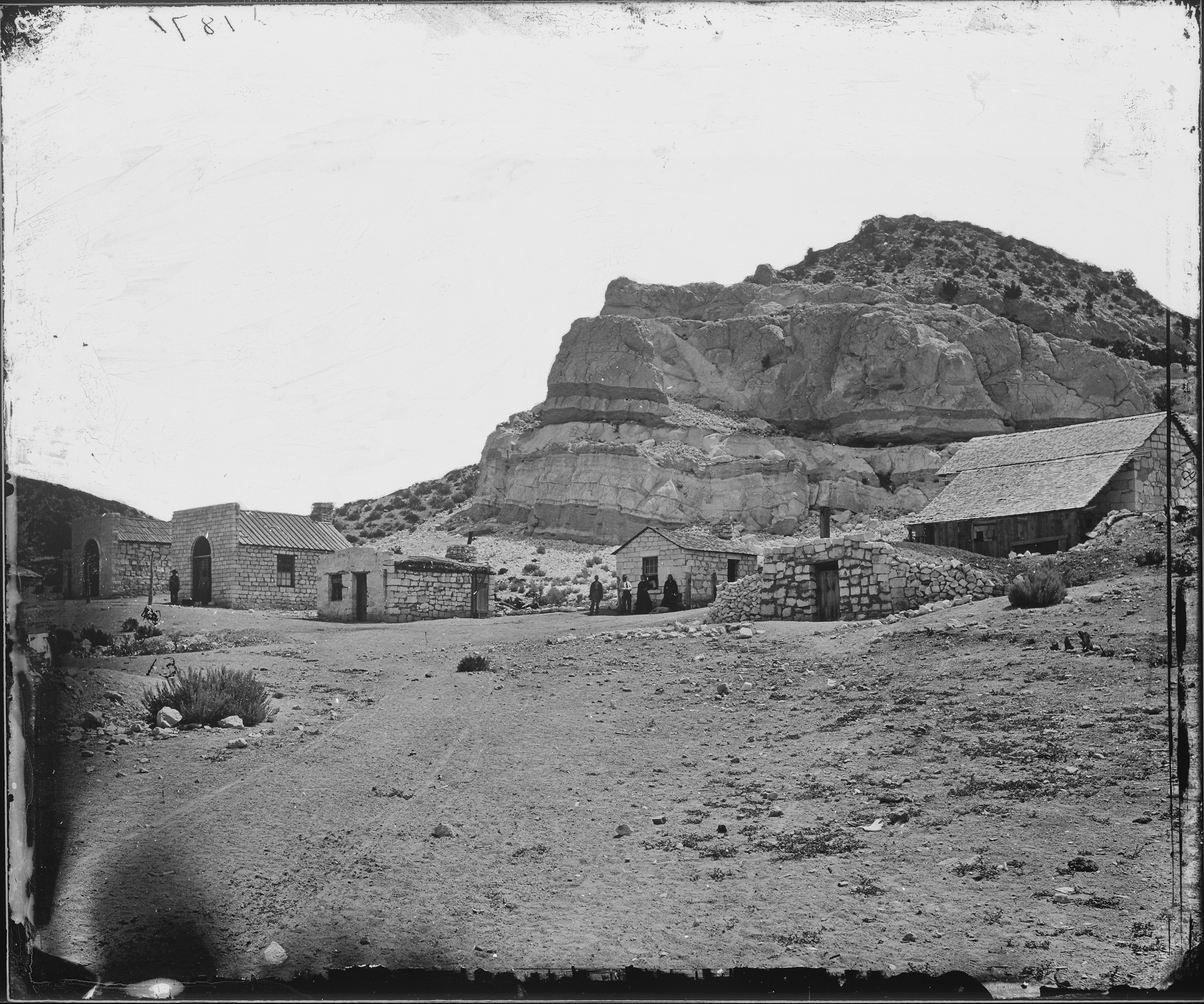
ريوليت بالقرب من لوجان سبرينجز، تعود الصورة لعام 1871م

لوغان (بالإنجليزية: Logan)‏ هي منطقة تقع في نيفادا، وهي مدينة أشباح  تقع أصلاً عند التلال وتقع تحديدًا عند حوالي 9.5 ميل (15.3 كـم) غرب هيكو و 2.5 ميل (4.0 كـم) جنوب قمة جبل آيرش. كانت لوغان موجودة لفترة وجيزة كمعسكر أساسي للتعدين لاسيما عندما تم اكتشاف خام الفضة في عام 1865 وأول مكان تم اكتشاف فيه الفضة في المنطقة يقع عند في سلسلة جبال ماونت آيريش إلى الشمال مباشرة في سيلفر كانيون والذي يقع على الجانب الشرقي من جبل آيرش المذكور.   
تتضمن المنطقة أسماء مُتغيرة لوغان سيتي (بالإنجليزية: Logan City)‏ ولوغان سبرينجز (بالإنجليزية: Logan Springs)‏ ولوغانز سبرينجز (بالإنجليزية: Logans Springs)‏. 
كان مكتب بريد لوجان سبرينغز يعمل مُنذ يوليو 1868 وتوقف في أغسطس 1871. 
يوجد نبع ماء صغير يُسمى لوغان سبرينجز (بالإنجليزية: Logan Springs)‏، يُمثل هذا المنبع مورداً أساسياً للبقاء في مثل هذه المنطقة القاحلة الجافة. 

## روابط خارجية
- لوغان سيتي (على موقع ghosttowns.com)